# 10e armée (Allemagne)
Pour les articles homonymes, voir 10e armée.
La 10e armée (en allemand : « 10. Armee » / ou plus précisément « AOK 10 », pour « Armeeoberkommando 10 ») était une armée (regroupement d'unités) de la Deutsches Heer (armée de terre allemande) pendant la Première Guerre mondiale, puis de la Heer (armée de terre de la Wehrmacht) lors de la Seconde Guerre mondiale.

## Seconde Guerre mondiale
La 10e Armée est mobilisée le 26 août 1939 sous les ordres du Général Walter von Reichenau pour participer à l'attaque de la Pologne. Le 10 octobre 1939 elle devient la 6. Armee.
Une nouvelle 10e armée est mise en fonction en 1943 dans le cadre de la défense de l'Italie. Elle sert en Italie de la fin 1943 au début de 1944 le long de la Ligne Gustave à la bataille de San Pietro et la bataille du mont Cassin, avant de finalement se rendre dans les Alpes. On peut noter que parmi ses troupes à la bataille du mont Cassin se trouvaient le XIV. Panzerkorps et les divisions de parachutistes de la Luftwaffe.

### Organisation
| Date                               | Grade                     | Commandant               |
| ---------------------------------- | ------------------------- | ------------------------ |
| 26 août 1939 - 10 octobre 1939     | Generalfeldmarschall      | Walter von Reichenau     |
| 15 août 1943 - 5 novembre 1943     | Generaloberst             | Heinrich von Vietinghoff |
| 5 novembre 1943 - 31 décembre 1943 | General der Panzertruppen | Joachim Lemelsen         |
| 31 décembre 1943 - 24 octobre 1944 | Generaloberst             | Heinrich von Vietinghoff |
| 24 octobre 1944 - 15 février 1945  | General der Panzertruppen | Joachim Lemelsen         |
| 15 février 1945 - 2 mai 1945       | General der Panzertruppen | Traugott Herr            |

### Chefs d'état-major
| Date                             | Grade        | Commandant       |
| -------------------------------- | ------------ | ---------------- |
| 26 août 1939 - 10 octobre 1939   | Generalmajor | Friedrich Paulus |
| 15 août 1943 - 1er novembre 1944 | Oberst       | Fritz Wentzell   |
| 1er novembre 1944 - 2 mai 1945   | Generalmajor | Dietrich Beelitz |

### Zones d'opérations
- Pologne : septembre 1939 - octobre 1939
- Italie : août 1943 - mai 1945

### Ordre de bataille
27 août 1943
- XIV. Panzerkorps
  - 15. Panzer-Grenadier-Division
  - 16. Panzer-Division
  - Panzer-Division “Hermann Göring”
  - 1. Fallschirmjäger-Division
- LXXVI. Panzerkorps
  - 29. Panzer-Grenadier-Division
  - 26. Panzer-Division
  - 1. Fallschirmjäger-Division

20 novembre 1943
- A la disposition de la 10. Armee
  - Panzer-Division “Hermann Göring”
- XIV. Panzerkorps
  - 94. Infanterie-Division
  - 15. Panzer-Grenadier-Division
  - 29. Panzer-Grenadier-Division
  - 26. Panzer-Division
  - 305. Infanterie-Division
- LXXVI. Panzerkorps
  - 1. Fallschirmjäger-Division + 26. Panzer-Division
  - 16. Panzer-Division
  - 65. Infanterie-Division

14 décembre 1943
- A la disposition de la 10. Armee
  - 5. Gebirgs-Division
- XIV. Panzerkorps
  - 94. Infanterie-Division
  - 15. Panzer-Grenadier-Division
  - 29. Panzer-Grenadier-Division
  - Reichsgrenadier-Division Hoch- und Deutschmeister
  - 305. Infanterie-Division
  - Panzer-Division “Hermann Göring”
- LXXVI. Panzerkorps
  - 1. Fallschirmjäger-Division
  - 26. Panzer-Division
  - 65. Infanterie-Division
  - 90. Panzer-Grenadier-Division

14 avril 1944
- A la disposition de la 10. Armee
  - 90. Panzer-Grenadier-Division
- XIV. Panzerkorps
  - 94. Infanterie-Division
  - 71. Infanterie-Division
  - 15. Panzer-Grenadier-Division
  - 1. Fallschirmjäger-Division
  - Reichsgrenadier-Division Hoch- und Deutschmeister
  - 5. Gebirgs-Division
- LI. Gebirgs-Armeekorps
  - 114. Jäger-Division
  - 334. Infanterie-Division
  - 305. Infanterie-Division

15 juin 1944
- A la disposition de la 10. Armee
  - 114. Jäger-Division
- LXXVI. Panzerkorps
  - 1. Fallschirmjäger-Division
  - 334. Infanterie-Division
  - Fallschirm-Panzer-Division “Hermann Göring”
  - 15. Panzer-Grenadier-Division
  - 94. Infanterie-Division
- LI. Gebirgs-Armeekorps
  - 305. Infanterie-Division
  - Reichsgrenadier-Division Hoch- und Deutschmeister
  - 5. Gebirgs-Division
  - 71. Infanterie-Division
  - 278. Infanterie-Division

15 août 1944
- A la disposition de la 10. Armee
  - 1. Fallschirmjäger-Division
- LI. Gebirgs-Armeekorps
  - 715. Infanterie-Division
  - 334. Infanterie-Division
  - 305. Infanterie-Division
  - Reichsgrenadier-Division Hoch- und Deutschmeister
  - 114. Jäger-Division
  - 15. Panzer-Grenadier-Division
- LXXVI. Panzerkorps
  - 5. Gebirgs-Division
  - 71. Infanterie-Division
  - 278. Infanterie-Division
- Befehlshaber Venetianisches Küstenland
  - 162. (Turk.) Infanterie-Division
  - 98. Infanterie-Division + Festungs-Einheiten
- Befehlshaber Operationszone Adriatisches Küstenland
  - 3. Regiment “Brandenburg”
  - 94. Infanterie-Division
  - Sicherungs-Einheiten
- Befehlshaber Operationszone Alpenvorland (Mil.Kdt. 1010)

16 septembre 1944
- LI. Gebirgs-Armeekorps
  - 715. Infanterie-Division
  - 305. Infanterie-Division
  - Reichsgrenadier-Division Hoch- und Deutschmeister
  - 114. Jäger-Division
- LXXVI. Panzerkorps
  - 278. Infanterie-Division
  - 71. Infanterie-Division
  - 98. Infanterie-Division
  - 26. Panzer-Division
  - 29. Panzer-Grenadier-Division
  - 1. Fallschirmjäger-Division
  - 356. Infanterie-Division
  - 20. Luftwaffen-Sturm-Division
- Operationszone Venetianisches Küstenland (Korps Witthöft)
  - 162. (Turk.) Infanterie-Division

26 novembre 1944
- A la disposition de la 10. Armee
  - 90. Panzer-Grenadier-Division
  - 352. Infanterie-Division
- I. Fallschirm-Korps
  - 94. Infanterie-Division
  - 16. SS-Panzer-Grenadier-Division “Reichsführer-SS”
  - 4. Fallschirmjäger-Division
- XIV. Panzerkorps
  - 65. Infanterie-Division
  - 29. Panzer-Grenadier-Division
  - 42. Jäger-Division
  - 1. Fallschirmjäger-Division
  - 334. Infanterie-Division
- LXXVI. Panzerkorps
  - 715. Infanterie-Division
  - 305. Infanterie-Division
  - 26. Panzer-Division + Kampfgruppe 20. Luftwaffen-Sturm-Division
  - 278. Infanterie-Division
  - 356. Infanterie-Division
- LXXIII. Armeekorps z.b.V.
  - 114. Jäger-Division
  - 1 régiment de la 162. (Turk.) Infanterie-Division

31 décembre 1944
- A la disposition de la 10. Armee
  - 26. Panzer-Division
  - 157. Gebirgs-Division
  - 98. Infanterie-Division
- I. Fallschirm-Korps
  - 94. Infanterie-Division
  - 4. Fallschirmjäger-Division
- XIV. Panzerkorps
  - 65. Infanterie-Division
  - 362. Infanterie-Division
  - 42. Jäger-Division
  - 1. Fallschirmjäger-Division
  - 334. Infanterie-Division
- LXXVI. Panzerkorps
  - 715. Infanterie-Division
  - 90. Panzer-Grenadier-Division
  - 29. Panzer-Grenadier-Division
  - 278. Infanterie-Division
- LXXIII. Armeekorps z.b.V.
  - 356. Infanterie-Division
  - 1 régiment de la 162. (Turk.) Infanterie-Division
  - 16. SS-Panzer-Grenadier-Division “Reichsführer-SS”
  - 114. Jäger-Division
  - 710. Infanterie-Division
- LXXXXVII. Armeekorps z.b.V.
  - 188. Reserve-Gebirgs-Division
  - 237. Infanterie-Division
  - 710. Infanterie-Division

1er mars 1945
- A la disposition de la 10. Armee
  - 90. Panzer-Grenadier-Division
- I. Fallschirm-Korps
  - 1. Fallschirmjäger-Division
  - 334. Infanterie-Division
  - 278. Infanterie-Division
  - 4. Fallschirmjäger-Division
- LXXVI. Panzerkorps
  - 26. Panzer-Division
  - 98. Infanterie-Division
  - 362. Infanterie-Division
  - 42. Jäger-Division
  - 162. (Turk.) Infanterie-Division
- LXXIII. Armeekorps z.b.V.
  - Alarm-Einheiten
- LXXXXVII. Armeekorps z.b.V.
  - 710. Infanterie-Division
  - 188. Gebirgs-Division
  - 237. Infanterie-Division

12 avril 1945
- I. Fallschirm-Korps
  - 305. Infanterie-Division
  - 1. Fallschirmjäger-Division
  - 278. Volks-Grenadier-Division
  - 4. Fallschirmjäger-Division
  - 26. Panzer-Division
- LXXVI. Panzerkorps
  - 98. Volks-Grenadier-Division
  - 362. Infanterie-Division
  - 42. Jäger-Division
  - 162. (Turk.) Infanterie-Division
- LXXIII. Armeekorps z.b.V.
  - Alarm-Einheiten